# Mohammad Ghazi al-Dschalali
Mohammed Ghazi al-Dschalali (arabisch محمد غازي الجلالي Muhammad Ghazi al-Dschalali, DMG Muḥammad Ġāzī al-Ǧalālī; * 22. März 1969 in Damaskus) ist ein syrischer Bauingenieur und Politiker. Er war von 14. September bis 10. Dezember 2024 der 69. Ministerpräsident der Arabischen Republik Syrien. Er ist der letzte Ministerpräsident Syriens unter der Präsidentschaft von Baschar al-Assad und der letzte Regierungschef des Baath-Regimes. Zuvor war er von 27. August 2014 bis 3. Juli 2016 Minister für Kommunikation und Informationstechnologie in der zweiten Regierung von Wael Nader al-Halki.

## Frühes Leben und Ausbildung
Mohammed Ghazi al-Dschalali wurde am 22. März 1969 in Damaskus geboren. 1992 schloss er sein Studium mit einem Bachelor in Bauingenieurwesen an der Universität Damaskus ab, wo er 1994 auch ein Postgraduierten-Diplom in Bauingenieurwesen erlangte. Anschließend erwarb er 1997 einen Master of Science in Bauingenieurwesen und 2000 einen Doktortitel in Ingenieurökonomie an der Ain-Schams-Universität in Kairo.

## Politische Karriere

### Assistent
Mohammed Ghazi al-Dschalali war von 2008 bis zu seiner Ernennung zum Minister für Kommunikation und Informationstechnologie am 10. August 2014 als Assistent des Ministers für Kommunikation und Informationstechnologie tätig. In dieser Zeit war er auch Vorsitzender des Verwaltungsrats der Allgemeinen Postgesellschaft und von 2005 bis 2013 Mitglied des Verwaltungsrats der Allgemeinen Gesellschaft für Straßentransport.
Zusätzlich war er von 2008 bis zu seiner Ernennung zum Minister auch Mitglied des Rates für Hochschulbildung im Ministerium für Hochschulbildung und Assistenzprofessor an der Universität Damaskus.

### Minister
Al-Dschalali war vom 10. August 2014 bis zum 3. Juli 2016 Minister für Kommunikation und Informationstechnologie in der zweiten Regierung von Wael Nader al-Halki. Nach seinem Ausscheiden aus dem Ministerium war er ab April 2019 Vorsitzender des Kuratoriums der Arabischen Qualitätsmacher. Vom 11. September 2023 bis zu seiner Ernennung zum Ministerpräsidenten war er Präsident der Syrian Private University (SPU).

### Ministerpräsident
Am 14. September 2024 erließ der syrische Präsident Baschar al-Assad ein Dekret, in dem er al-Dschalali mit der Bildung der Regierung in Syrien beauftragte.
Am 8. Dezember 2024 bestätigte al-Dschalali den Sturz der baathistischen Regierung von Präsident Assad und bot der Opposition an, zusammenzuarbeiten, wobei er die Erhaltung der staatlichen Institutionen betonte. Abu Muhammad al-Dschaulani, Anführer von Haiʾat Tahrir asch-Scham (HTS), erklärte, dass al-Dschalali die Regierung übergangsweise führen werde, bis eine neue Vereinbarung getroffen sei. Später rief al-Dschalali zu demokratischen Wahlen auf, damit das syrische Volk seine neue Führung wählen könne. Er versicherte, dass keine Repressionen seitens der bewaffneten Gruppen zu erwarten seien und erklärte, dass er sowie 18 weitere Minister beschlossen hätten, in Damaskus zu bleiben und das Land nicht zu verlassen.
Am 9. Dezember wurde er von Mohammed al-Baschir als geschäftsführender Leiter der Übergangsregierung abgelöst.

## Privatleben
Er ist verheiratet und Vater von zwei Söhnen und einer Tochter.